# Pagurus ochotensis
Pagurus ochotensis är en kräftdjursart som beskrevs av Brandt 1851. Pagurus ochotensis ingår i släktet Pagurus och familjen eremitkräftor. Inga underarter finns listade i Catalogue of Life.